# Stephen Parez
Stephen Parez (1 de agosto de 1994) é um jogador de rugby sevens francês.

## Carreira
Stephen Parez começou o rugby na escola secundária francesa em Madrid, tendo a sua família mudado para Espanha durante três anos por causa do trabalho do seu pai. Ele continuou na Paris UC ao chegar em Paris. Paralelamente, frequentou o colégio Georges Braque onde beneficiou da formação ministrada por Serge Collinet, seu professor de educação física. Foi com a equipa júnior deste colégio que conquistou o seu primeiro título nacional em 2010, antes de ingressar na secção de estudos desportivos do liceu Lakanal em Sceaux. Ele então ingressou no centro de treinamento Racing Métro 92 e no centro francês em Marcoussis para a temporada 2012-2013. Isso lhe permitiu ingressar na seleção francesa sub-20 para o Torneio das Seis Nações de 2013 e o Campeonato Mundial Júnior de 2013.
Stephen Parez tornou-se um membro importante da equipe francesa de rugby de sete na temporada 2013-2014 e do rugby de sete da Nova Zelândia de 2014, torneio durante o qual substituiu o lesionado Terry Bouhraoua. O seu treinador, Fédéric Pomarel, declarou então sobre este assunto que “Parez correspondeu às expectativas”. Mas enquanto jogava com a seleção francesa de rugby sub-20 no Torneio das Seis Nações de 2014, ele se machucou e não pôde participar no final da World Series e do campeonato mundial júnior de 2014, e retornou para o Seven's Grand Prix Series 2014, vencido pela primeira vez pela seleção francesa neste ano. Esse mesmo troféu foi conquistado novamente pelos Blues na temporada seguinte, o que lhes permitiu a classificação para os Jogos Olímpicos Rio 2016.